# Edmundo González
Edmundo González Urrutia (La Victoria, Aragua, 29 de agosto de 1949) es un internacionalista, diplomático, profesor y escritor venezolano. Es el presidente de la Mesa de la Unidad Democrática y reconocido como el presidente electo de Venezuela por 15 países y varias organizaciones internacionales.
Fue embajador de Venezuela en Argelia entre 1991 y 1993 durante la segunda presidencia de Carlos Andrés Pérez y en Argentina entre 1998 y 2002, durante los gobiernos de Rafael Caldera y Hugo Chávez. Fue uno de los mediadores para la incorporación de Venezuela en el Mercosur.
En 2024 fue elegido por unanimidad como candidato presidencial por los partidos que conforman la Plataforma Unitaria Democrática, luego de no poder postular a Corina Yoris ante el CNE. Fue el candidato de la oposición liderada por María Corina Machado en las elecciones presidenciales de 2024 con las tarjetas de la MUD, UNT y MPV.
El primer boletín del CNE, sin actas de escrutinio, dio a González el segundo lugar en la contienda con el 44,20 %, mientras que los resultados de su Comando Con Venezuela, basados en las actas que han recopilado, lo dan ganador con el 67 % de los votos. Es reconocido como ganador o presidente electo de Venezuela para el período 2025-2031 por Argentina, Costa Rica, Italia, Ecuador, Estados Unidos, Panamá, Perú, Uruguay (hasta 2025), República Dominicana, Paraguay, Canadá, Reino Unido, Japón, Alemania, Francia, Israel, el Parlamento Europeo, el Senado de Colombia, las Cortes Generales de España, el Congreso Nacional de Chile, y por el Tribunal Supremo de Justicia de Venezuela en el exilio. El Centro Carter, el único observador internacional en las elecciones avalado por el chavismo, indicó un posible fraude electoral y confirmó la victoria de González.
No obstante, Maduro no reconoció su derrota, y acudió al Tribunal Supremo de Justicia para certificar los resultados. El Ministerio Público emitió una orden de captura contra González por la supuesta comisión de los delitos de «usurpación de funciones, asociación, sabotaje, conspiración, forjamiento de documentos públicos e instigación a la desobediencia de las leyes», saliendo de Venezuela el 7 de septiembre de 2024 a España, donde inició su trámite de asilo político. El 2 de enero de 2025 el CICPC, policía científica venezolana, emite otra orden de captura contra González.
Junto a María Corina Machado, recibió en diciembre de 2024 el Premio Sájarov del Parlamento Europeo.

## Biografía

### Primeros años
Edmundo González Urrutia nació el 29 de agosto de 1949 en la ciudad venezolana de La Victoria, Aragua. Es el menor de los tres hijos de Pascual Alfredo González Blank (1910–1966), e Hilda Josefina Urrutia Argott, descendiente de Francisco de Infante. Es primo quinto de Wenceslao Urrutia, quien fue canciller de Venezuela durante la presidencia de Julián Castro en 1858.
Realizó sus estudios de primaria en el grupo escolar Rubén Darío, y bachillerato en el Liceo José Félix Ribas, ambos en La Victoria.
Cursó estudios en la Universidad Central de Venezuela, donde se graduó en estudios internacionales. En 1973 se casó con Mercedes López, caraqueña hija de padre venezolano y madre vasca emigrada a Venezuela. En 1981, obtuvo una maestría en Relaciones internacionales en la Universidad Americana.

### Carrera diplomática

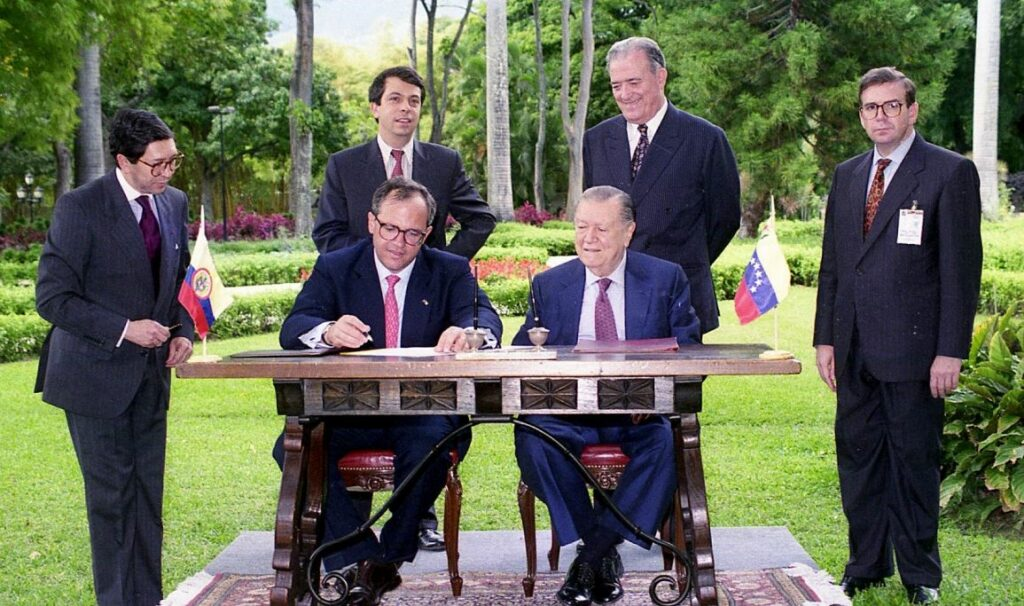
González (extremo derecho) el 6 de septiembre de 1994 en La Casona, en un encuentro entre los presidentes Rafael Caldera y Ernesto Samper, cuando era funcionario de cancillería.

Comenzó su carrera diplomática trabajando en el Ministerio de Asuntos Exteriores de Venezuela. Inicia su carrera diplomática como tercer secretario de la Embajada de Venezuela en Bruselas entre 1972 y 1976. Fue primer secretario de la embajada de Venezuela en Estados Unidos en 1978, en Washington. Entre septiembre de 1981 y julio de 1983 durante la presidencia de Luis Herrera Campins se desempeña como primer secretario de la embajada venezolana en San Salvador, El Salvador. Entre 1987 y 1989 fue subjefe de misión de la embajada de Venezuela en el Reino Unido.
Entre 1990 y 1991 fungió como director del Comité de Coordinación y Planificación Estratégica del Ministerio de Relaciones Exteriores. Entre 1991 y 1993 se desempeñó como embajador de Venezuela en Argelia y entre 1994 y 1999 ocupó la Dirección general de Política Internacional del Ministerio de Relaciones Exteriores. Mientras se desempeñaba en ese cargo, fue secretario pro tempore de la Cumbre Iberoamericana, encargado de organizar la VII Cumbre en Margarita en septiembre de 1997, cargo que asumió el 27 de enero de ese año, de manos de Fabio Vío, de Chile, quien venía desempeñando dicha función.
En noviembre de 1998, González recibió sus credenciales del Gobierno de Rafael Caldera para ejercer como embajador en Argentina. Durante su gestión en Argentina promovió la entrada de Venezuela en Mercosur. Posteriormente fue ratificado por el Gobierno de Chávez. Trabajó como embajador en Argentina hasta abril de 2002, cuando el Gobierno intentó reemplazarlo por Elías Jaua, quien finalmente fue rechazado por el Gobierno argentino, alegando vínculos con la extrema izquierda del país, por lo que González se mantuvo hasta julio de 2002 en el cargo, cuando finalmente fue removido. Se manifestó en contra del golpe de Estado en Venezuela de 2002. Permaneció en el servicio exterior venezolano como embajador de carrera hasta el año 2004.
González Urrutia ha tenido una extensa carrera tanto en la diplomacia como en la academia y la investigación. Desempeña un papel activo en el Instituto de Estudios Parlamentarios Fermín Toro como director suplente y coordinador del Grupo de Trabajo Seguimiento del Sistema Internacional, colaborando con renombrados abogados y políticos de Venezuela.

## Carrera política

### Presidente de la MUD
Entre 2013 y 2015 fue el representante internacional de la coalición opositora de la Mesa de la Unidad Democrática (MUD), así como presidente de ésta.

### Candidatura presidencial de 2024
El 26 de marzo de 2024 se convirtió en candidato presidencial de la organización política MUD, una coalición formada por liberales, socialcristianos, socialistas y conservadores, luego de que el Consejo Nacional Electoral inhabilitara a la exdiputada María Corina Machado como candidata opositora en las primarias presidenciales de la Plataforma Unitaria de 2023, y de que su candidata representante, Corina Yoris, enfrentase obstáculos para inscribir su candidatura. González Urrutia fue inscrito como candidato presidencial, de la Plataforma Unitaria luego de vencido el lapso el 25 de marzo e iniciado una prórroga extemporánea en la sede administrativa otorgada por el CNE. Ese día el CNE confirmó en una rueda de prensa su candidatura.
El presidente de Brasil, Luiz Inácio Lula da Silva, y su homólogo colombiano, Gustavo Petro, han expresado su disposición para colaborar en las elecciones venezolanas, con una propuesta hecha el 18 de abril para un plebiscito paralelo a las elecciones para asegurar un pacto democrático en Venezuela. Este gesto busca facilitar una transición política y asegurar un pacto democrático en Venezuela.
El 19 de abril se dio a conocer, tras una reunión de la PUD, que Edmundo González fue elegido por decisión unánime candidato oficial de la Plataforma Unitaria para las elecciones presidenciales, apoyado por María Corina Machado y con elapoyo de las tarjetas de Simón Calzadilla y Manuel Rosales (quienes le dieron a González Urrutia sus tarjeta electorales, Rosales renunciando a su propia candidatura presidencial preventiva).
El 25 de abril González Urrutia dijo en una entrevista que sus prioridades al ganar las elecciones serían «la liberación de los presos políticos, la recuperación económica, la estabilidad de la moneda, el abatimiento de la inflación, (y) la inseguridad». Durante una entrevista afirma que no busca la confrontación, «El ambiente de polarización y la confrontación verbal, es lo que esperamos que cambien, buscamos la normalidad democrática que existía en el país hace muchos años, buscamos la reconstrucción del país, donde nadie pueda ser perseguido por lo que piense y que puedan tener libertad de expresión, aun en momentos complejos» más adelante dijo «Aspiramos recomponer las relaciones diplomáticas con esos países, como lo son EE.UU., Ecuador, Argentina, eso es lo que buscamos hacer desde el 28 de julio» y agregó «Estoy muy claro que estoy metido en el ojo del huracán, y me enorgullezco de tener paciencia. Saben mucho y tienen 25 años de Gobierno y han llevado al país una situación lamentable».
El apoyo mayoritario que recibe el candidato Edmundo González en diversas encuestas se debe al impulso que le ha dado el apoyo de Machado. Al respecto del papel que jugará Machado en un hipotético gobierno de González Urrutia, The Telegraph comenta «Si la oposición gana, se espera ampliamente que Machado sea la líder de facto de un Gobierno dirigido formalmente por González».
Durante su candidatura, el gobierno y portales afines han compartido bulos y desinformación sobre él, incluyendo estar involucrado en el asesinato de jesuitas en El Salvador en 1989, lo cual es falso y tuvo lugar después de su estadía en la embajada de Venezuela en el país (entre 1981 y 1983).
González Urrutia declaró que no firmará ningún acuerdo preelectoral con el Gobierno debido a preocupaciones sobre el cumplimiento de acuerdos previos, como el Acuerdo de Barbados, «¿Firmar un acuerdo para qué?, el primero que ha violado los acuerdos que firma es el Gobierno, ahí tenemos los acuerdos de Barbados que se han quedado en letra muerta».

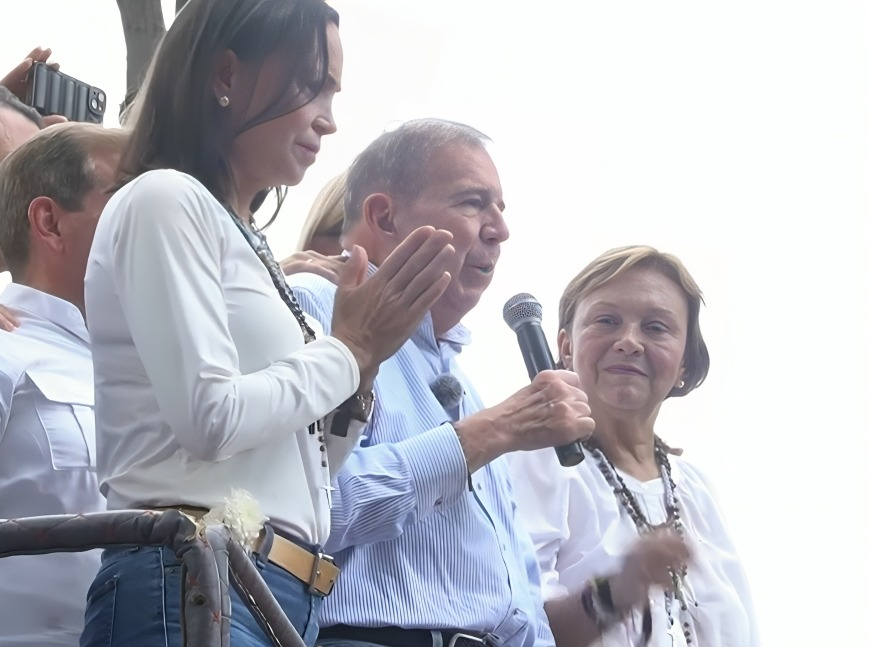
María Corina Machado junto a González, en julio de 2024.

El 4 de julio de 2024, González inició campaña en Caracas, acompañado de la lideresa opositora María Corina Machado y otros dirigentes de la oposición. El evento, que tenía planificado ser una caravana desde Chacaíto a El Marqués, se convirtió en una marcha con la asistencia de decenas de miles de personas. También encabezó una masiva concentración en la ciudad de Barinas. France 24 describió el evento como una manifestación masiva para el candidato y la oposición en general.

#### Apoyos políticos precandidato
González ha recibido apoyos de diversos partidos, organizaciones y dirigentes políticos. El 23 de abril, Un Nuevo Tiempo y el Movimiento por Venezuela lograron sustituir ante la oficina del CNE la candidatura de Rosales por la de González Urrutia, contando así con el apoyo de tres tarjetas electorales, incluida la de la MUD. Ese mismo día, González recibió el apoyo del exministro de Energía eléctrica de Chávez, Héctor Navarro Díaz. Al día siguiente, el diputado Jeysam Molinares y los alcaldes de Trujillo del partido Fuerza Vecinal sumaron también su apoyo a González Urrutia. El 29 de abril los partidos Movimiento al Socialismo (MAS), Alianza Movimiento Ciudadano (AMC) y Zulia Humana (MZH) respaldaron la candidatura de Edmundo González Urrutia.
El 3 de mayo se sumaron a su apoyo Democracia Renovadora, Gente Emergente, Moverse, Movimiento Ecológico, Movimiento Republicano, NOE, Nuvipa, Parlinve, Unidad Nacional, URD y Vanguardia Popular. El 6 de mayo el partido Bandera Roja anunció su apoyo a González Urrutia en las elecciones presidenciales. El 8 de mayo se sumó el partido La Causa Radical. El 10 de mayo anunciaron su apoyo a él los partidos UPP 89, Fuerza Liberal y Centro Democrático.
Durante junio dirigentes locales de la facción de Acción Democrática ad hoc, dirigida por José Bernabé Gutiérrez, así como tres alcaldes del estado Guárico declararon su apoyo a González.

#### Apoyo internacional
Estados Unidos, Brasil y Colombia han expresado su apoyo. Este apoyo se produce en un contexto en el que existe la preocupación de que González pueda ser inhabilitado, limitando su capacidad para competir contra el actual presidente, Nicolás Maduro. González tomó el relevo de María Corina Machado, quien lideraba en las encuestas, pero fue vetada por los tribunales venezolanos.
Por su parte, Estados Unidos, a través de Francisco Palmieri, jefe de la Oficina Externa para Venezuela, ha reafirmado su apoyo a González, denunciando la exclusión de Machado y la continua represión en Venezuela. La administración de Joe Biden, preocupada por la integridad del proceso electoral, ha restablecido sanciones económicas retiradas anteriormente ante promesas incumplidas de un proceso electoral justo por parte del Gobierno de Maduro. La posición de Estados Unidos sigue siendo crítica con el manejo del proceso electoral por parte del régimen venezolano, buscando asegurar elecciones competitivas e inclusivas.

### Tras los resultados electorales
En la madrugada del 29 de julio de 2024, el presidente del Consejo Nacional Electoral (CNE), Elvis Amoroso, anunció los resultados de las elecciones presidenciales, declarando a Nicolás Maduro como ganador con 5 150 092 votos, equivalente al 51,20 %. El rector Juan Carlos Delpino estuvo ausente durante el anuncio. Según los resultados oficiales, el líder opositor Edmundo González obtuvo 4.445.978 votos, un 44,2 %.
Posteriormente, María Corina Machado, ofreció una rueda de prensa en la que afirmó que Edmundo González Urrutia había ganado las elecciones con el 70 % de los votos, basándose en el 40 % de las actas transmitidas por el ente comicial. Machado cuestionó la legitimidad de los resultados y denunció un presunto desconocimiento de la voluntad popular, indicando que la oposición había obtenido victorias en todos los estratos y estados del país.
Ese mismo día, el CNE proclamó apuradamente sin presentar los resultados en la página web del CNE a Nicolás Maduro presidente de Venezuela para el período 2025-2031 en una ceremonia oficial en su sede principal, donde Maduro recibió la credencial correspondiente. Durante su discurso, Maduro denunció un supuesto intento de «golpe de Estado» orquestado por gobiernos extranjeros y sectores opositores, refiriéndose explícitamente a Edmundo González. Paralelamente, Machado anunció que el escrutinio paralelo realizado por la oposición, con el 73,20 % de las actas procesadas, otorgaba 6 275 182 votos a González y 2 759 256 a Maduro. Dichos resultados fueron publicados en redes sociales y plataformas digitales, incluyendo las actas procesadas.
El CNE no activo las auditorias correspondiente, Maduro no reconoció los resultados que mostraban su derrota en las elecciones ni cedió el poder, y en su lugar pidió al Tribunal Supremo de Justicia (TSJ), compuesto por magistrados leales a su partido, que auditaran y aprobaran los resultados. El 2 de agosto, González no asistió a una citación emitida por la magistrada Caryslia Rodríguez de la Sala Electoral, donde ocho candidatos habían firmado previamente un compromiso de acatar las decisiones de la sala y entregar el material electoral. El 22 de agosto, como se anticipó, el TSJ describió la declaración del CNE sobre la victoria de Maduro en las elecciones como «validada». Maduro acudió al TSJ presentando un recurso contencioso electoral, que no habría tenido lugar porque es un recurso que se intenta contra actos, decisiones u omisiones del CNE, no para validar material electoral, ni mucho menos certificar resultados electorales, ya que esa es una competencia propia del órgano electoral, no del órgano judicial.

### Causa judicial en su contra
En la decisión del TSJ del 22 de agosto donde certificó los supuestos resultados electorales, la presidenta del Tribunal y de la Sala Electoral, Caryslia Rodríguez dictaminó que el material electoral debía quedar bajo custodia del tribunal y consideró la ausencia de Edmundo González a una citación como desacato. Además, ordenó al Ministerio Público investigar a González y a la oposición por varios delitos, incluyendo falsificación y asociación para delinquir.
El 2 de septiembre, el juez Edward Briceño emitió una orden de aprehensión contra González por cinco delitos, lo que generó críticas por irregularidades procesales, como la falta de claridad en las condiciones de la citación, contraviniendo el Código Orgánico Procesal Penal. El abogado de González defendió su inocencia, mientras que María Corina Machado asumió la responsabilidad por la publicación de los resultados en una página web, argumentando que las actas eran auténticas.
Finalmente, el 8 de septiembre, el fiscal general Tarek William Saab anunció el cierre del caso contra González, marcando el fin de un proceso polémico y cuestionado por su legalidad.
A pesar del cierre de su caso, el 2 de enero de 2025 el Cuerpo de Investigaciones Científicas, Penales y Criminalísticas (CICPC) emitió una orden de captura contra González y ofreció una recompensa de 100 000 dólares estadounidenses por información que conduzca a su detención.

### Apoyo internacional como ganador

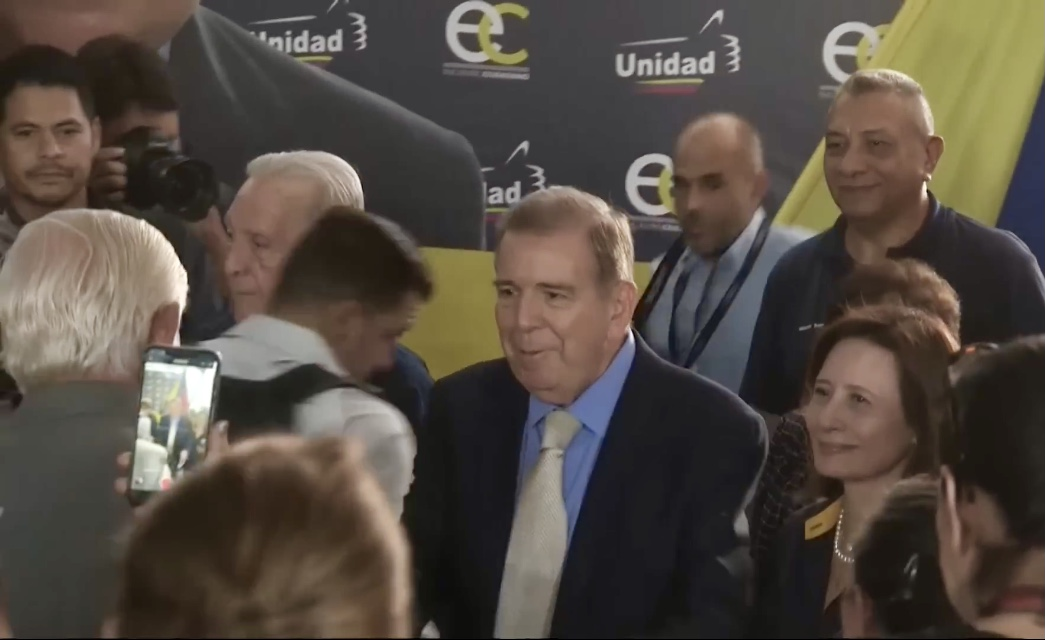
Edmundo González tras las elecciones en que el PUD lo declaró presidente electo.

Perú reconoció a Edmundo González como presidente electo de Venezuela, tras la divulgación de los resultados de la PUD, que contradicen los resultados emitidos por del CNE de Elvis Amoroso. El jefe oficial de las relaciones diplomáticas para el hemisferio occidental del Gobierno estadounidense, Brian Nichols, dio a entender que Estados Unidos reconoce a González Urrutia como ganador de las elecciones en Venezuela, diciendo: «La tabulación de esos resultados detallados muestra claramente una verdad irrefutable: Edmundo Gónzalez Urrutia ganó con el 67% de esos votos frente al 30% de Maduro», agregando que «Sencillamente, no hay suficientes votos en las actas de recuento restantes para superar tal déficit» en la Asamblea de la Organización de Estados Americanos (OEA). El Foro de Madrid también lo ha reconocido como presidente electo del país.
El 29 de julio varios países latinos desconocen los resultados emitidos por el CNE solicitando el conteo de acta por acta, entre los involucrados se encuentran Argentina, Chile, Costa Rica, Perú, Panamá, República Dominicana y Uruguay, en apoyo a lo manifestado por María Corina Machado y el candidato Edmundo González, a lo cual el Gobierno de Maduro toma la determinación de la ruptura de relaciones diplomáticas con dichos países y exigió el retiro inmediato de sus representantes en territorio venezolano.
El 3 de agosto desde Colombia la Misión de Observación Electoral publicó un informe donde se analizaban los resultados de las elecciones presidenciales en Venezuela (MOE) da como respuesta final que el candidato de la oposición obtuvo el 67,2% de los votos.
El 8 de agosto desde Estados Unidos el Centro Carter dijo que «no hay evidencias» de que el CNE haya sufrido un jaqueo y que estas elecciones no pueden considerarse democráticas porque no se adecuaron a los estándares establecidos, un pronunciamiento que el Gobierno ve como una muestra de apoyo al “golpe de Estado”. Jennie Lincoln explicó "La transmisión de la data de votación es por línea telefónica y teléfono satelital y no por computadora. No han perdido la data". El Centro Carter aseguro que el ganador de las elecciones fue el candidato opositor Edmundo González Urrutia.

## Exilio en España
González permaneció bajo resguardo en la residencia del embajador de los Países Bajos desde el 29 de julio hasta el 5 de septiembre de 2024, cuando se trasladó a la residencia del embajador de España en Caracas. A inicios de septiembre, González inició los trámites para solicitar asilo político en España. El 8 de septiembre del mismo año abandonó Venezuela en una aeronave Dassault Falcon 900 del Ejército del Aire español, acompañado de su esposa. A su llegada a la Base de Torrejón en Madrid, fue recibido por su hija, residente en España. Meses después, se hizo público que González había sido recibido ese mismo día por el rey Felipe VI en un encuentro privado en el Palacio de la Zarzuela.
El Gobierno español, a través del ministro de Asuntos Exteriores, José Manuel Albares, declaró que no hubo negociaciones políticas con el Gobierno venezolano y que la solicitud de asilo fue una iniciativa personal de González. No obstante, fuentes confirmaron que el Gobierno venezolano autorizó su salida tras conversaciones en las que participaron la vicepresidenta venezolana Delcy Rodríguez, el presidente de la Asamblea Nacional Jorge Rodríguez, el expresidente español José Luis Rodríguez Zapatero y el exdiputado venezolano Eudoro González. Antes de partir, se reportó que se exigió a González firmar un documento reconociendo la sentencia del Tribunal Supremo de Justicia sobre los resultados electorales. Además, se discutió la posible liberación de aproximadamente 1700 detenidos tras los comicios, incluyendo líderes opositores imputados en diversos delitos. El Gobierno español instruyó al embajador en Caracas para no involucrarse en las gestiones que González decidiera realizar, garantizando su seguridad mientras estuvo alojado en la residencia diplomática.
González, el 18 de septiembre, denunció haber sido coaccionado por representantes del chavismo para firmar un documento en el que reconocía la victoria de Nicolás Maduro. Según González, durante su estancia en la residencia del embajador de España en Caracas, fue presionado para aceptar las decisiones del Tribunal Supremo de Justicia (TSJ), controlado por el oficialismo, que otorgaban la victoria electoral a Maduro. González afirmó que firmó el documento bajo coacción, considerando que su consentimiento estaba viciado y, por lo tanto, carecía de validez legal.
El presidente de la Asamblea Nacional, Jorge Rodríguez, hizo público el documento firmado por González y negó que hubiera habido coacción, calificando el proceso de cordial y cortés. Rodríguez instó a González a desmentir sus declaraciones sobre la coacción, advirtiendo que, de no hacerlo, revelaría videos y audios que, según él, demostrarían la voluntariedad del acto.
El 4 de octubre de 2024, durante el Foro La Toja-Vínculo Atlántico, González reafirmó su intención de regresar a Venezuela para asumir la presidencia en la fecha prevista constitucionalmente, el 10 de enero de 2025. En su intervención, declaró que su salida del país era temporal y enfatizó su compromiso con «restaurar la democracia en Venezuela».
El 20 de diciembre de 2024, el ministro español de Exteriores confirmó que el Gobierno de España había concluido los trámites para conceder a González el estatus de asilado político y se le notificaría en los próximos días.

### Apoyos internacionales durante su exilio
A tres días de la llegada de González como asilado a España, el 11 de septiembre, el Congreso de los Diputados — con los votos favorables del PP, Vox, PNV, UPN y CCa — aprobó una proposición no de ley que insta al Gobierno a reconocerlo como presidente electo de Venezuela, con un total de 177 votos a favor, 164 en contra y una abstención. Este resultado ha sido visto como un triunfo para la oposición venezolana. El 18 de septiembre, el Senado de España aprobó una moción para instar al Gobierno a reconocer a González como presidente electo, con una votación de 149 votos a favor, 102 en contra y 2 abstenciones para poner en marcha medidas que apoyen el traspaso de poderes y la transición a la democracia en Venezuela con una votación favorable de los partidos PP, Junts, Vox y UPN.
El 12 de septiembre un grupo de 49 países junto con la Unión Europea (UE) suscribieron una declaración conjunta en Naciones Unidas pidiendo “restablecer las normas democráticas en Venezuela”. No firmaron Brasil, Colombia, México, Rusia y China, ni ningún estado africano ni árabe, a excepción de Marruecos. Esos países dicen estar «gravemente preocupados por las denuncias de violaciones a los derechos humanos».
El 16 de septiembre la Cámara de Representantes de Colombia reconoce a Edmundo González como presidente electo con una votación mayoritaria de 86 a favor y 24 en contra. El 24 de septiembre los senadores aprobaron un documento avalado por 48 votos y 6 en contra que insta a Gustavo Petro a «reconocer públicamente a los verdaderos ganadores de dicho proceso electoral», que no corresponden al régimen actual de Nicolás Maduro, el senado reconoce la victoria de Edmundo González en las elecciones presidenciales en Venezuela.
Tres expresidentes españoles se han reunido con Edmundo González luego de que se reuniera con el presidente Pedro Sánchez, primero lo hizo con el popular Mariano Rajoy y el socialista Felipe González, el día 12 lo hizo con José María Aznar, los tres expresidentes lo apoyan reconociéndolo como «presidente electo». Aznar expresó “Todos debemos trabajar para que el exilio de Edmundo González acabe cuanto antes y pueda ejercer como presidente de una Venezuela en paz y libertad”. El expresidente colombiano Andrés Pastrana presentó una denuncia ante la Fiscalía de la Corte Penal Internacional a que emitiera una "orden de captura y detención" contra Maduro y su cadena de mando, con el respaldo de 31 expresidentes del Grupo IDEA incluidos Rajoy, González y Aznar.
El Parlamento Europeo reconoce a Edmundo González como presidente electo de Venezuela, la resolución fue aprobada con 309 votos a favor, 201 en contra y 12 abstenciones. La Eurocámara instó a la Unión Europea (UE) a «hacer todo lo posible para garantizar» que González Urrutia pueda asumir el cargo el 10 de enero de 2025. La UE desconoce la reelección de Nicolás Maduro, pero hasta ahora se abstiene de designar a Edmundo González como «presidente electo», y exige la publicación oficial de la totalidad de las actas.
El 28 de octubre viajó a Italia a visitar a la Primera ministra de Italia Giorgia Meloni, quien reafirmó su apoyo a la "Transición Democrática". Ese mismo día, el Congreso de Panamá aprobó una resolución que reconoce a Edmundo González como presidente electo.
El 14 de noviembre del 2024 fue recibido por el Parlamento Europeo y se reunió con el Alto Representante de Asuntos Exteriores de la Unión Europea Josep Borrell e insistió "en tomar en posesión como Presidente de Venezuela el 10 de enero del 2025".
El 19 de noviembre Estados Unidos decidió por primera vez reconocer a Edmundo González como el presidente electo de Venezuela durante las reuniones del Grupo de los 20 en Río de Janeiro, fue el secretario de Estado de EE. UU., Antony Blinken, quien comunicó la decisión a sus socios, “El pueblo venezolano habló contundentemente el 28 de julio e hizo a @EdmundoGU el presidente electo. La democracia exige respeto a la voluntad de los votantes”.
6 días después, el 20 de noviembre de 2024 Giorgia Meloni, en una rueda de prensa en Buenos Aires, Argentina, junto con Javier Milei reconoció a González como «Presidente electo».
En una reunión del G7 en la ciudad de Roma, Italia, que reunió a los ministros de Asuntos Exteriores de los países que integran a la organización (Alemania, Japón, Francia, Reino Unido, Italia, Canadá y Estados Unidos), hicieron una declaración conjunta en donde expresaron su apoyo a la «transición democrática en Venezuela» y su reconocimiento a Edmundo González como el «ganador de las elecciones presidenciales», a su vez, los cancilleres del G7 reiteraron su preocupación por las violaciones a los derechos humanos durante la crisis post-electoral.
El 9 de diciembre del 2024, Edmundo anunció que María Corina Machado será la vicepresidenta para su próximo gobierno durante una entrevista con el medio español El País.

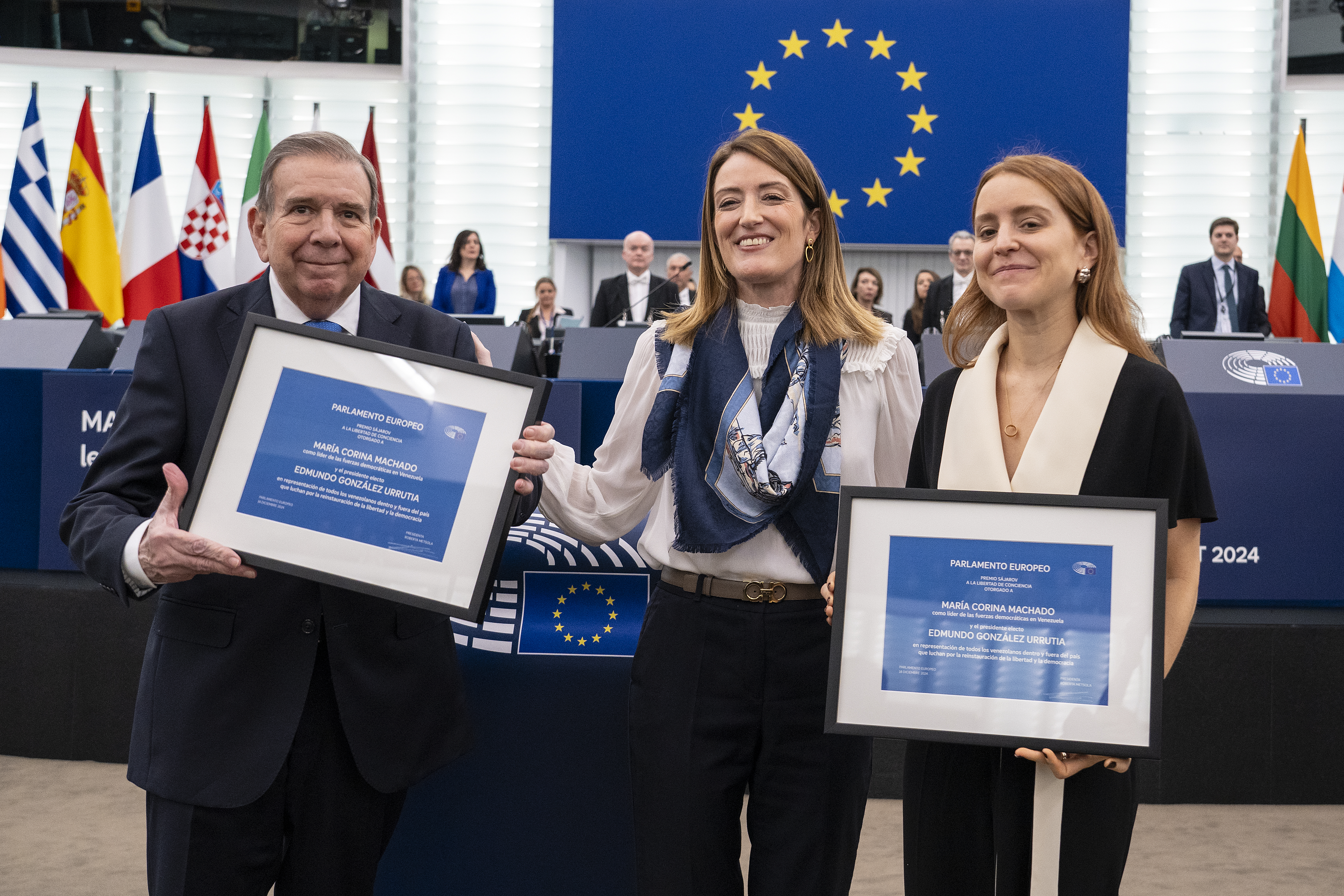
González en la ceremonia del Premio Sájarov, recibiendo junto a Ana Corina Sosa, en representación de su madre María Corina Machado, el premió Sájarov.

El 17 de diciembre, González viajó a la ciudad francesa de Estrasburgo, para participar en el pleno del Parlamento Europeo, en donde junto a Ana Corina Sosa, en representación de su madre María Corina Machado, recibió el premió Sajárov por parte de los eurodiputados. Roberta Metsola, presidente del parlamento, fue la primera en tomar la palabra en la ceremonia con un discurso en el que destacó ''la lucha de Edmundo y Machado por las libertades individuales y los derechos humanos en Venezuela'', la presidente afirmó que el europarlamento seguirá apoyando a ambos líderes opositores y al pueblo venezolano. Tras finalizado el discurso, Edmundo tomó la palabra, agradeció el apoyo de la organización y denunció las irregularidades que impregnaron las pasadas elecciones presidenciales, las violaciones a los derechos humanos y la situación de miles de presos políticos. Durante la sesión, enseñó varias actas de escrutinio del CNE obtenidas por la oposición que confirmaban su victoria ante los parlamentarios.
El 19 de diciembre, en una publicación en X, Andrés Pastrana volvió a respaldar a González y enfatizó en la importancia de «proteger la democracia con acciones concretas», en la red social hizo pública una convocatoria para que líderes democráticos, presidentes y expresidentes de la región, acompañen a Edmundo González en su toma de posesión en Caracas el día 10 de enero. Ese mismo día, el presidente del Tribunal Supremo de Justicia en el exilio, Antonio Marval, afirmó en una entrevista al medio evtv, que viajaría a Venezuela para juramentar a González en caso de que no pueda hacerlo ante la Asamblea Nacional. «Tenemos el cuórum necesario para hacer una plenaria con el propósito de la juramentación (…) El presidente del Tribunal Supremo de Justicia tiene constitucionalmente la facultad de hacerlo», aseguró el magistrado.
El 24 de diciembre, Felipe González hizo pública su voluntad de acompañar a Edmundo en su retorno a Venezuela para asistir a su toma de posesión, también hizo un llamamiento explícito al Gobierno de Pedro Sánchez para que contribuya a su regreso.
El 4 de enero de 2025 inicia su gira por Latinoamérica el presidente electo Edmundo González, llegando a Argentina, para de ahí continuar a Uruguay. A las 11:00 Hs el presidente argentino Javier Milei recibió  en la Casa Rosada a Edmundo González Urrutia, presidente electo de Venezuela.MILAGRO EN VENEZUELA EDMUNDO GONZÁLEZ CON JAVIER MILEI 4-01-2025 Fabián Dicosta El presidente Luis Lacalle Pou y el canciller Omar Paganini recibe en Montevideo al Presidente electo de Venezuela Edmundo González durante su gira internacional. El 7 de enero en una actuación sucia es secuestrado Rafael Tudares yerno de Edmundo González por el gobierno.
El miércoles 8 de enero, desde Panamá, allí, el presidente electo entregó las actas del 28 de julio con las que asegura haber ganado las elecciones, las cuales quedarán bajo custodia del Gobierno de Panamá en las bóvedas de su Banco Nacional, según informó María Corina Machado, líder de la oposición. El 10 de enero María Corina Machado dijo en un video que después de largas conversaciones se decidió que era mejor que González suspendiera los planes de viajar a Venezuela el viernes, por temor a que el régimen derribara su avión que fue amenazado por Diosdado Cabello, mientras el tráfico aéreo en Venezuela fue severamente restringido desde el viernes 8 de enero, las principales carreteras que conectan el país con Colombia habían sido bloqueadas en medio de los planes de Maduro para impedir el regreso de González, así como fue cerrada la frontera de Colombia y Brasil
El 18 de enero el presidente electo  González Urrutia se reunió con la presidenta de la Comisión Interamericana de Derechos Humanos (CIDH), la jueza Nancy Hernández López durante su estancia en Costa Rica donde conversaron sobre el tema de los derechos humanos en el país, el presidente de Costa Rica, Rodrigo Chaves, reafirmó su reconocimiento a González como ganador de las elecciones. El 20 de enero Edmundo González asistió a la toma de posesión del presidente Donald Trump en Washington. El 29 de enero González Urrutia fue recibido en Ecuador por el presidente Daniel Noboa al que condecoró con la Orden Nacional al Mérito, en el grado de Gran Collar, quien dijo que González Urrutia “encontrará un respaldo sólido y decidido para restablecer la democracia y demoler a las oscuras fuerzas de la dictadura”. Y ofrece hasta 250 mbd de petróleo a compradores de Pdvsa de ser cancelada la licencia a petroleros en Venezuela, para que dejen de financiar al régimen. Al día siguiente González fue recibido con honores por la presidenta de Perú, Dina Boluarte en el Palacio de Gobierno de Lima y fue condecorado por el congreso con la Orden El Sol del Perú, en el grado de Gran Cruz. El alcalde de la capital peruana, Rafael López Aliaga, quien reconoció «su pelea y coraje», entregó las llaves de la ciudad de Lima a Edmundo González. A su vez María Corina Machado y Edmundo González tuvieron un encuentro vía internet con el canciller israelí, Gideon Sa'ar, a quien agradeció el apoyo del gobierno de Israel y las felicitaciones al Presidente por su impresionante victoria, de igual manera, invitó a Edmundo González a visitar Israel y confía en que Venezuela recupere pronto su democracia, para renovar sus relaciones diplomáticas.

## Posiciones políticas
González Urrutia se ha manifestado a favor de la educación pública. Sus posiciones políticas han sido descritas como centristas, declarando en 2024 que su plan de gobierno si ganaba era «un proyecto de centro, equilibrado, con presencia estatal», distanciándolo del proyecto de Javier Milei en Argentina. González es considerado un «buscador de consensos» que van más allá de la política ideologizada y partidaria. Respecto a las elecciones presidenciales actuales, declaró estar abierto a una «negociación» con el Gobierno de Nicolás Maduro en caso de ganar, y a mantener las empresas estatales que funcionen (entre ellas, PDVSA), incorporando más al sector privado.

## Reconocimientos
El 24 de octubre, la presidenta del Parlamento Europeo, Roberta Metsola, anunció oficialmente que los ganadores del Premio Sárajov a la Libertad de Conciencia de 2024 serían Edmundo González y María Corina Machado. Ambos fueron reconocidos por «su valiente lucha para restaurar la libertad y la democracia en Venezuela», siendo la ceremonia de entrega del galardón el 18 de diciembre.

## Trayectoria literaria
En 2007, González Urrutia escribió y publicó un libro biográfico sobre Caracciolo Parra Pérez. Ha escrito diversas obras como «Democracia, paz y desarrollo», «Venezuela y Colombia: una relación de encuentros y desencuentros», «Venezuela-Argentina: dos siglos de visiones compartidas» y «La lucha internacional contra la corrupción y sus repercusiones en Venezuela», destacándose por su enfoque en las relaciones internacionales y los problemas contemporáneos que enfrenta Venezuela.
- Las dos etapas de la política exterior de Chávez (2006, Nueva Sociedad)[199]
- Caracciolo Parra Pérez (2007, El Nacional)[200]
- La incorporación de Venezuela al Mercosur: implicaciones políticas en el plano internacional (2007, ILDIS)[201]
- La política exterior de Venezuela y la nueva geopolítica internacional (2008, ILDIS)[202]
- Caracciolo Parra Pérez (1888-1964) (2008, El Nacional)[203]
- Geopolítica de Chávez: la globalización y el imperio (2011, Diálogo político)[204]
- Democracia, paz y desarrollo: temas de política internacional (2013, La Hoja del Norte)[205]
- Brasil: cercano y lejano (2019, Universidad Católica Andrés Bello)[206]
- Estados Unidos: Diez Miradas (2020, Universidad Católica Andrés Bello)[207]

## Vida personal
Desde 1973, está casado con la odontóloga Mercedes Marina López Unzueta (1949), con quien tiene dos hijas: Mariana del Carmen, nacida el 16 de julio de 1976 y Carolina, nacida el 4 de enero de 1980 en Washington D. C., Estados Unidos. Además tiene cuatro nietos. Su yerno, Rafael Tudares, fue detenido en Venezuela el 7 de enero de 2025, días antes de la juramentación presidencial el 10 de enero. 